# Каракуми
Караку́ми (туркм. Garagum, у перекладі — «чорні піски») — велика піщана пустеля в Центральній Азії, що вкриває близько 350 000 км², або приблизно 70 % території Туркменістану. Пустеля є домом для унікальної екосистеми, значних покладів корисних копалин і відомих пам'яток, зокрема газового кратера Дарваза. Через її територію проходить Каракумський канал — один із найдовших іригаційних каналів у світі. Каракуми відіграють центральну роль в економіці та культурі Туркменістану.

## Назва
Назва «Каракуми» походить від тюркських слів «кара» (чорний) і «кум» (пісок). Назва, ймовірно, пов'язана з темним кольором ґрунту під піщаним покривом або з великою кількістю рослинності в деяких районах, що створює темніші відтінки порівняно з іншими пустелями.

## Географія
Пустеля простягається із заходу на схід приблизно на 800 км, а з півночі на південь — на 500 км. На півночі вона межує з Сарикамиською западиною, на північному сході та сході — з долиною Амудар'ї, на південному сході — звисочиною Карабіль та Бадхизькою височиною, на півдні — з передгір'ями Копетдагу, а на заході — з руслом стародавньої річки Узбой.

### Рельєф
Рельєф Каракумів переважно рівнинний, із загальним похилом із сходу на захід. Територія пустелі вкрита закріпленими та напівзакріпленими піщаними масивами. Характерними формами рельєфу є бархани та пасмові піски, що можуть сягати висоти кількох десятків метрів. Також поширені глинисті рівнини, відомі як такири, що утворюються після висихання тимчасових озер, і солончакові западини — шори.

### Частини пустелі
Каракуми поділяють на три основні частини:
- Заунгузькі Каракуми (плато Унгуз) — розташовані на півночі, характеризуються височинами та глибокими западинами[2].
- Центральні Каракуми (Низькі Каракуми) — найнижча частина пустелі, розташована в центрі Туркменістану[8].
- Південно-Східні Каракуми — характеризуються наявністю піщаних пасом, що простягаються паралельно до долин річок Мургаб і Теджен[9].

## Клімат
Клімат Каракумів різко континентальний, із тривалим спекотним літом і холодною зимою. Середня температура липня становить +28…+34 °C, а вдень повітря може прогріватися до +50 °C, що робить Каракуми однією з найспекотніших пустель світу. Взимку температура може опускатися нижче −30 °C. Опади надзвичайно рідкісні, їхня річна кількість коливається від 60 мм на півночі до 150 мм на півдні.

## Гідрографія
Постійних річок на території пустелі немає. Головною водною артерією є Амудар'я, що протікає на її східній околиці. Річки Мургаб і Теджен, що беруть початок в горах Афганістану, повністю розбираються на зрошення і закінчуються в пустелі, утворюючи великі оази.

### Каракумський канал
Каракумський канал імені Туркменбаші є одним із найдовших іригаційних каналів у світі, що простягається на 1375 км. Його будівництво почалося в 1954 році з метою перекидання вод Амудар'ї для зрошення бавовникових полів та освоєння пустельних земель. Хоча канал відіграв ключову роль у розвитку сільського господарства Туркменістану, він став причиною значних екологічних проблем, зокрема висихання Аральського моря та засолення ґрунтів.

### Озеро «Алтин Асир»
Проєкт створення Туркменського озера «Алтин Асир» («Золота доба») передбачає створення гігантської штучної водойми в природній западині Карашор для збору дренажних вод з усієї країни. Метою проєкту є покращення стану зрошуваних земель та створення нових пасовищ і рибних господарств. Однак проєкт викликає занепокоєння екологів через ризики забруднення підземних вод і подальшого впливу на крихку екосистему пустелі.

## Геологія та ресурси
Каракуми багаті на корисні копалини. Тут розташовані значні родовища природного газу та нафти, зокрема в районі Галкиниш. Також є поклади сірки, яку видобували з давніх часів.

## Флора і фауна

### Рослинний світ
Рослинність Каракумів пристосована до посушливих умов. На піщаних масивах ростуть саксаул (Haloxylon), кандим (Calligonum), астрагал та полин. Однією з найпоширеніших рослин є верблюжа колючка (Alhagi), що слугує кормом для худоби. На засолених такирах і шорах поширені солянки. Навесні пустеля на короткий час вкривається ефемерними рослинами, такими як осока та тонконіг.

### Тваринний світ
Фауна Каракумів різноманітна. Тут мешкає багато видів гризунів, таких як тушканчики та піщанки. Поширені плазуни: агама, варан сірий, ефа піщана, кобра середньоазійська, степова черепаха. Серед ссавців зустрічаються джейран (Gazella subgutturosa), кулан (Equus hemionus kulan), вовк, лисиця корсак та кіт барханний. Двогорбі верблюди та вівці каракульської породи є основою тваринництва в регіоні.

## Історія та археологія
Територія Каракумів була заселена з давніх-давен. Через пустелю проходили маршрути Великого шовкового шляху, що з'єднували Китай із Середземномор'ям. Археологічні дослідження виявили залишки стародавніх поселень і іригаційних систем, що свідчать про існування розвинених цивілізацій, зокрема Маргіанської цивілізації бронзової доби. У пустелі збереглися руїни стародавніх фортець, таких як Давкесен.

## Населення та господарство
Населення Каракумів нечисленне і переважно веде напівкочовий спосіб життя, займаючись відгінним скотарством. Основу економіки регіону складає видобуток нафти та газу. В оазах, що зрошуються водами Амудар'ї, Мургабу і Теджену, а також Каракумського каналу, вирощують бавовник, пшеницю, фрукти та овочі.

## Транспорт
Пустелю перетинає Транскаспійська залізниця.

## Туризм і пам'ятки
Пустеля Каракуми приваблює любителів екстремального туризму та бездоріжжя. Тут проводяться автомобільні та мотоциклетні ралі, такі як «Amul-Hazar». Мандрівників також приваблює можливість познайомитися з кочовим побутом місцевих жителів і побачити унікальні ландшафти.

### Газовий кратер Дарваза
Газовий кратер Дарваза, відомий як «Брама до пекла», є найвідомішою туристичною пам'яткою Каракумів. Кратер утворився в 1971 році внаслідок обвалу ґрунту під час буріння розвідувальної свердловини. Щоб уникнути отруєння людей і худоби шкідливими газами, геологи вирішили підпалити газ, сподіваючись, що він вигорить за кілька днів. Однак кратер палає донині, приваблюючи туристів з усього світу.

## Екологічні проблеми
Екосистема Каракумів зазнає значного антропогенного тиску. Опустелювання є однією з головних проблем, спричиненою надмірним випасом худоби, вирубкою саксаулу та зміною клімату. Зниження рівня Аральського моря призвело до утворення нової пустелі Аралкум на його колишньому дні. Пилові бурі з Аралкуму переносять мільйони тонн солі та отрутохімікатів, завдаючи шкоди здоров'ю людей і сільському господарству в регіоні. Будівництво Каракумського каналу також мало негативні наслідки, спричинивши засолення ґрунтів і значні втрати води з Амудар'ї.

## У культурі
«Крапля води — крихта золота» — свято засноване у 1995 році указом президента Туркменії С. А. Ніязова, який офіційно проголосив своєю метою штучне пом'якшення суворого клімату пустелі. Це свято води відзначається у першу неділю квітня. Це національне свято Туркменії та професійне свято туркменських меліораторів.
- Кара-Кум (цукерка) — на честь пустелі були названі шоколадні цукерки, що випускалися в СРСР (Таганрозька кондитерська фабрика[28]), а зараз — в Росії (Кондитерська фабрика «Червоний Жовтень», Сормівська кондитерська фабрика ), Україні (Конди́терська корпора́ція «Роше́н»), Естонія (Kalev) Білорусі (Кондитерська фабрика «Комунарка») та Казахстані (Кондитерська фабрика «Рахат»).
- У пустелі Каракуми відбувається дія героїко-революційної драми «Сорок перший» (1956).
- За пустелю Каракуми приймали місцевість головні герої фільму "Кін-дза-дза! Спочатку після переміщення, в ній більша частина фільму і знімалася.
- У 1981 році гуртом «Круг» була написана пісня «Кара-Кум».
- У 1982 році на студії Туркменфільм був знятий фільм «Каракуми, 45 у тіні» — про трудові будні туркменських газодобувачів, що прокладають у пустелі газопровід.

## Галерея

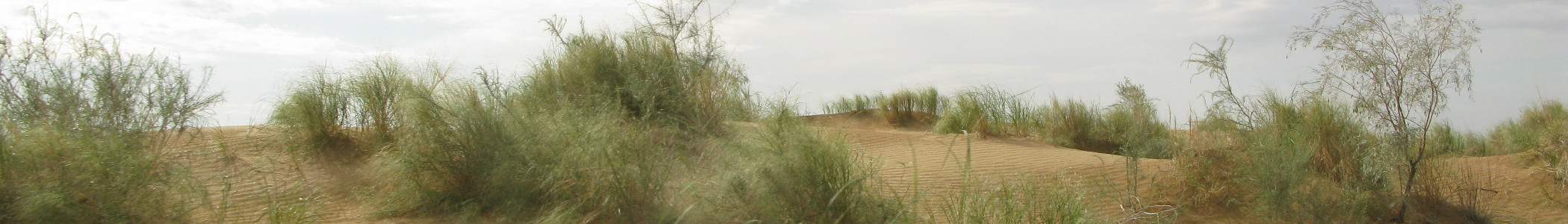
Панорама пустелі Каракуми
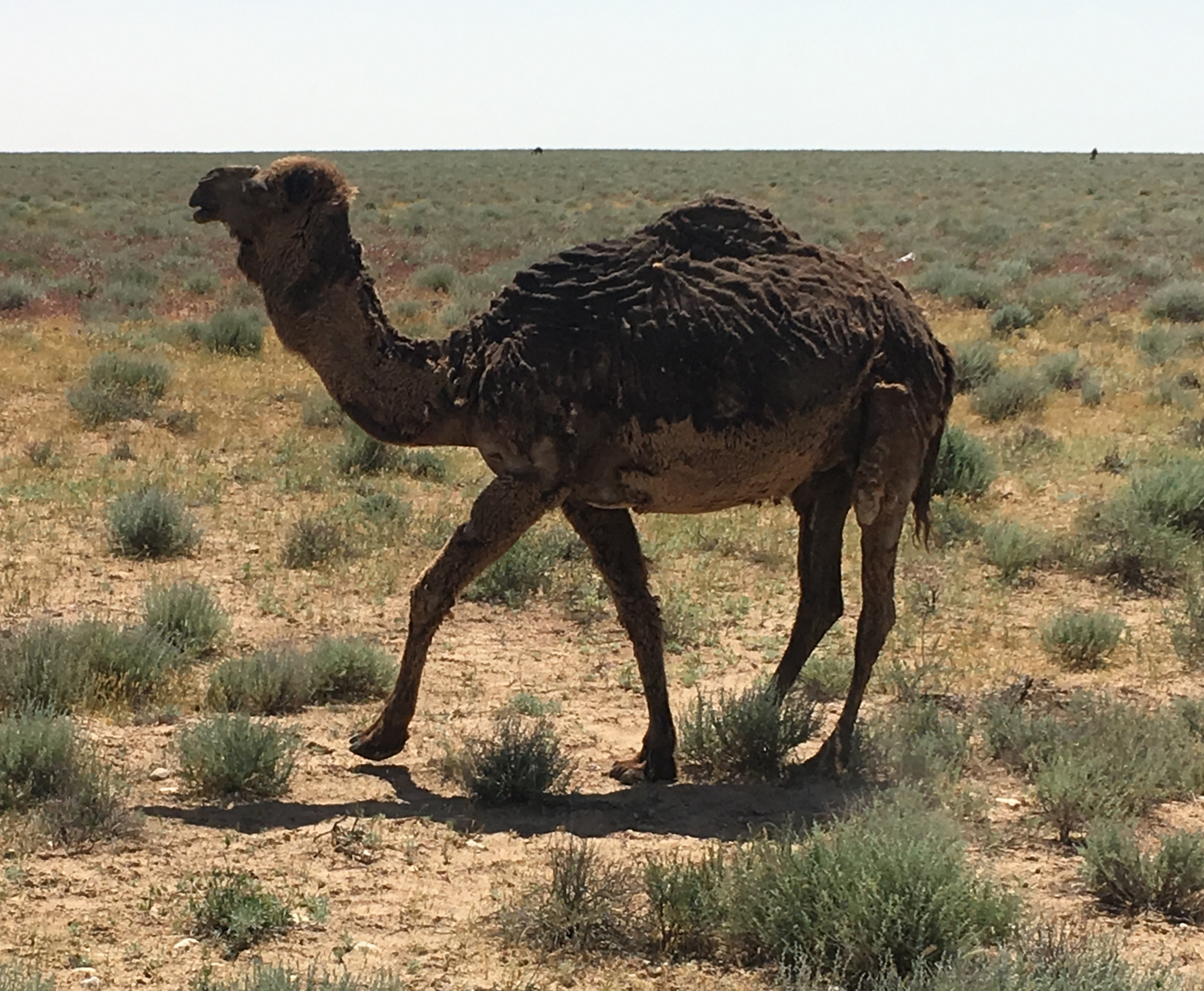
Верблюд у пустелі Каракуми
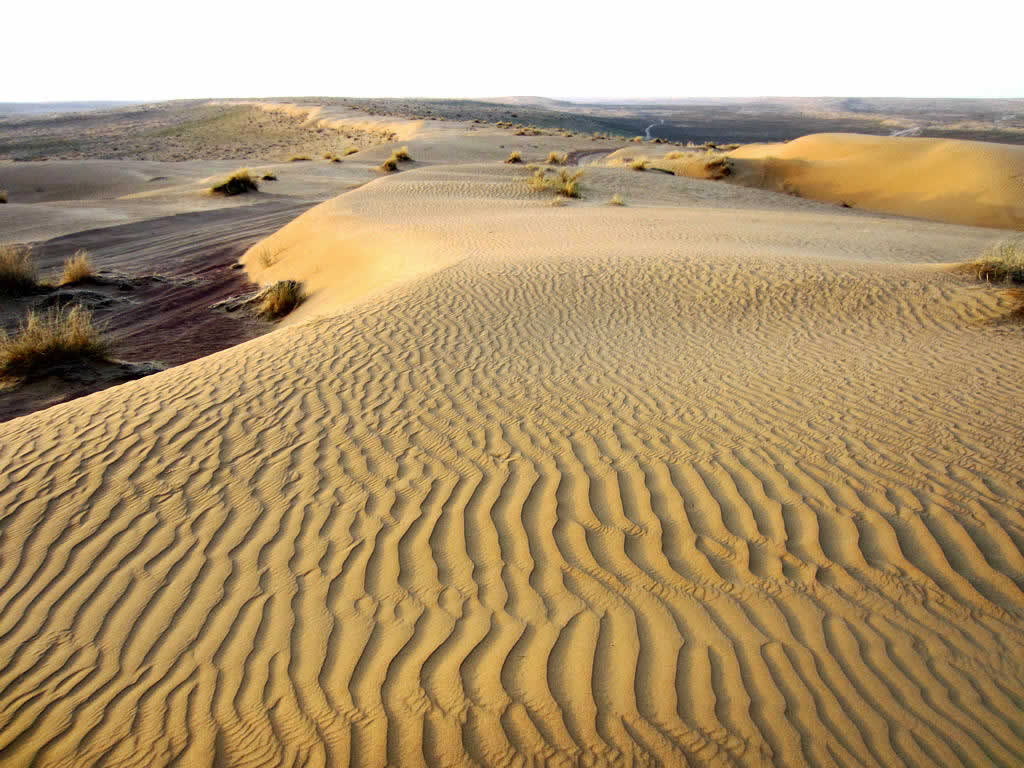
Піщані дюни в Каракумах
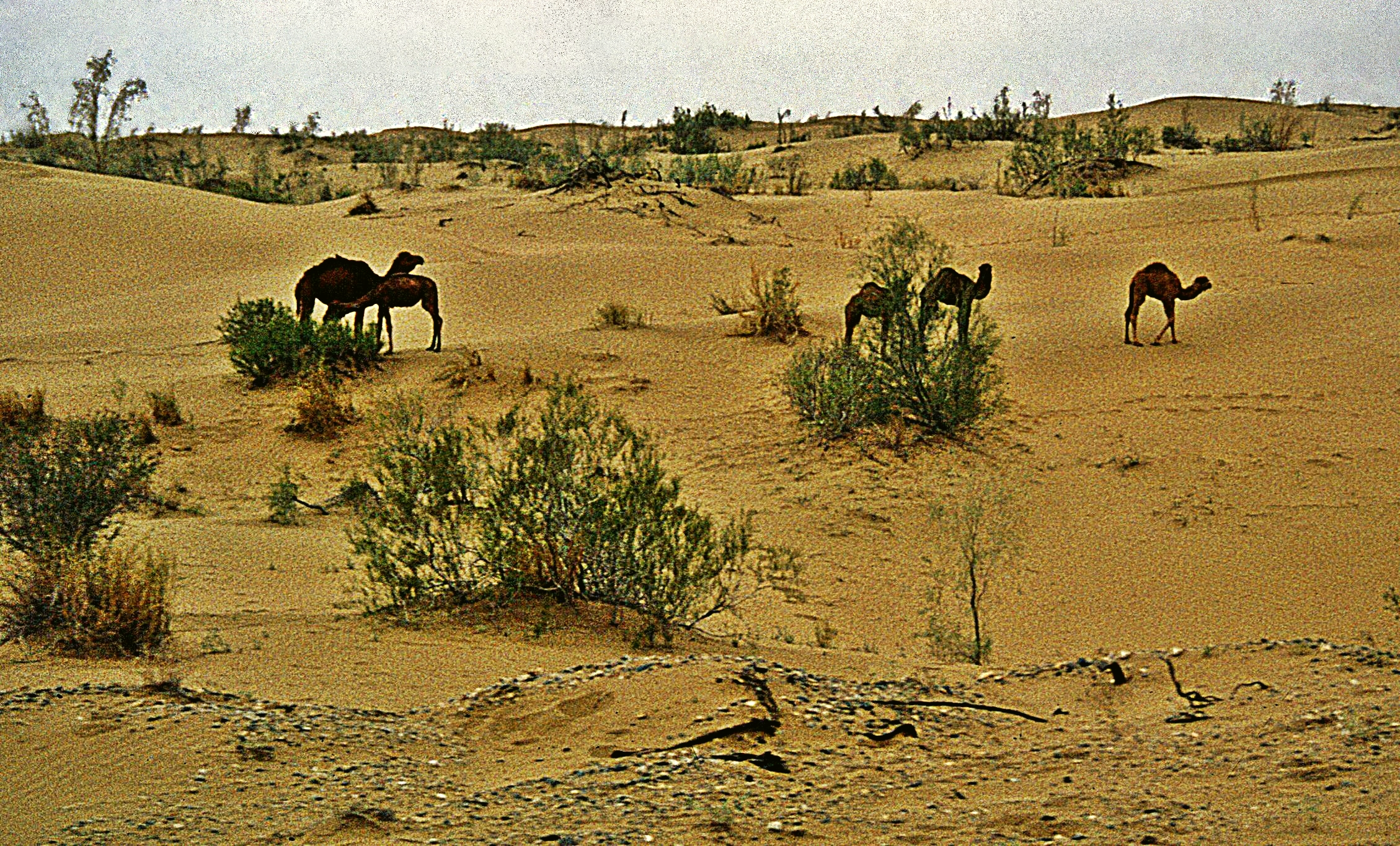
Типовий ландшафт Каракумів
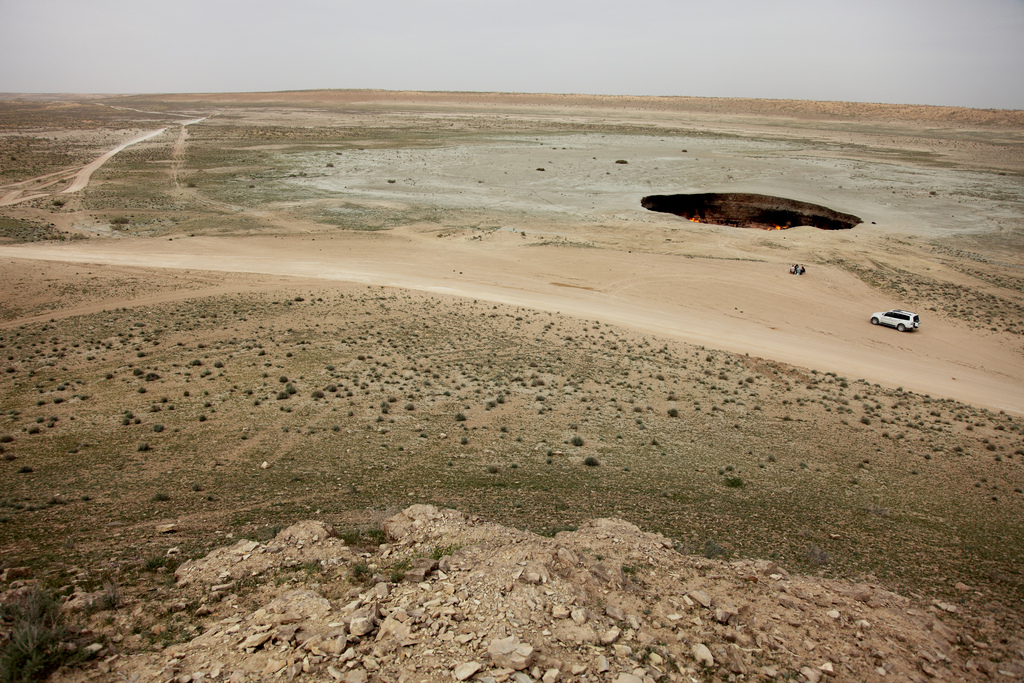
«Брама до пекла» вночі
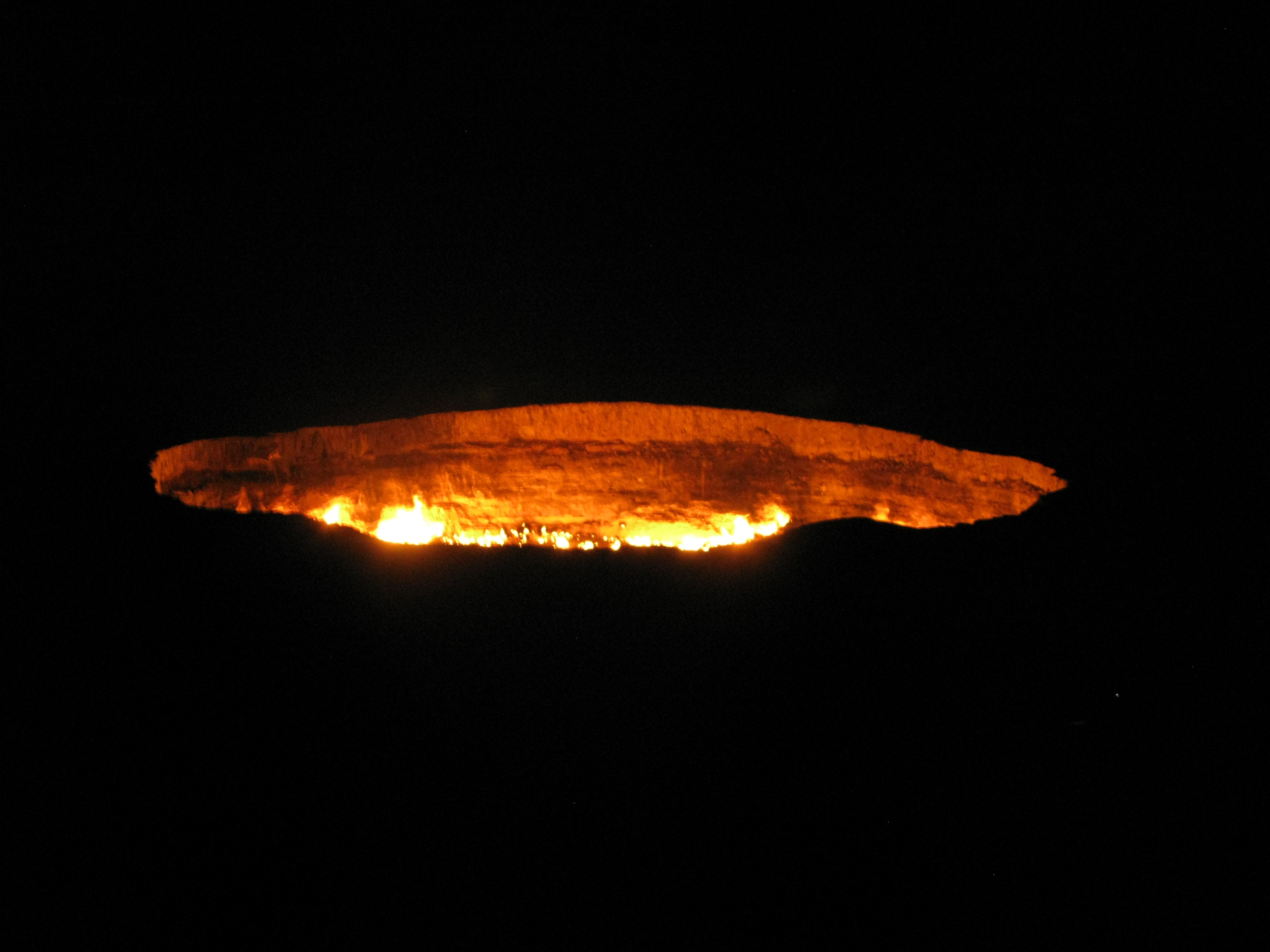
Кратер Дарваза з відстані
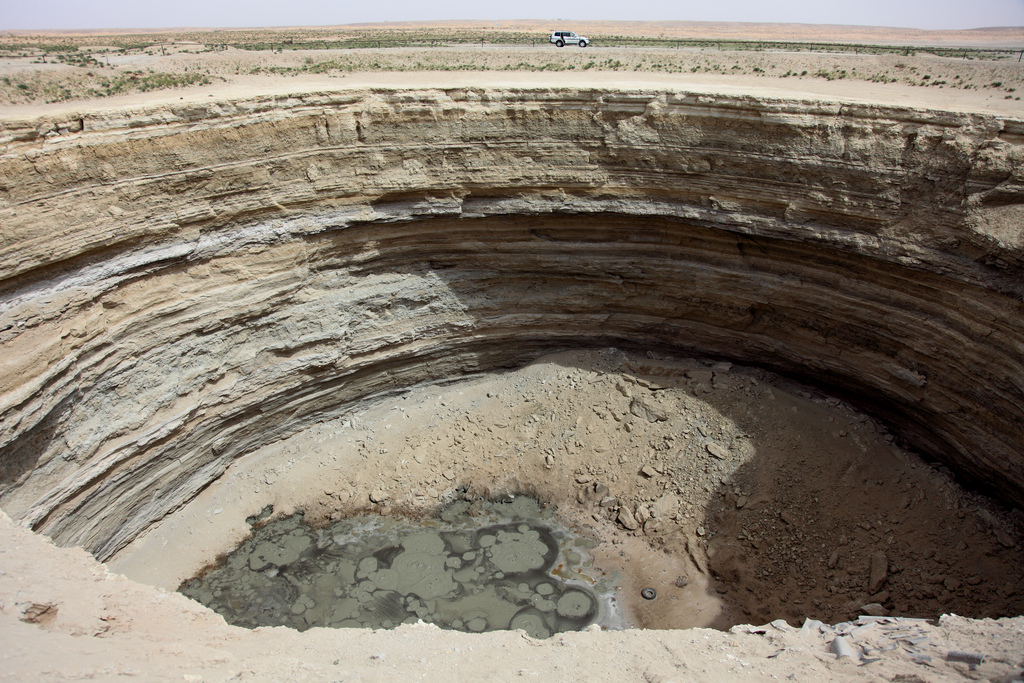
Грязьовий кратер поблизу Дарвази
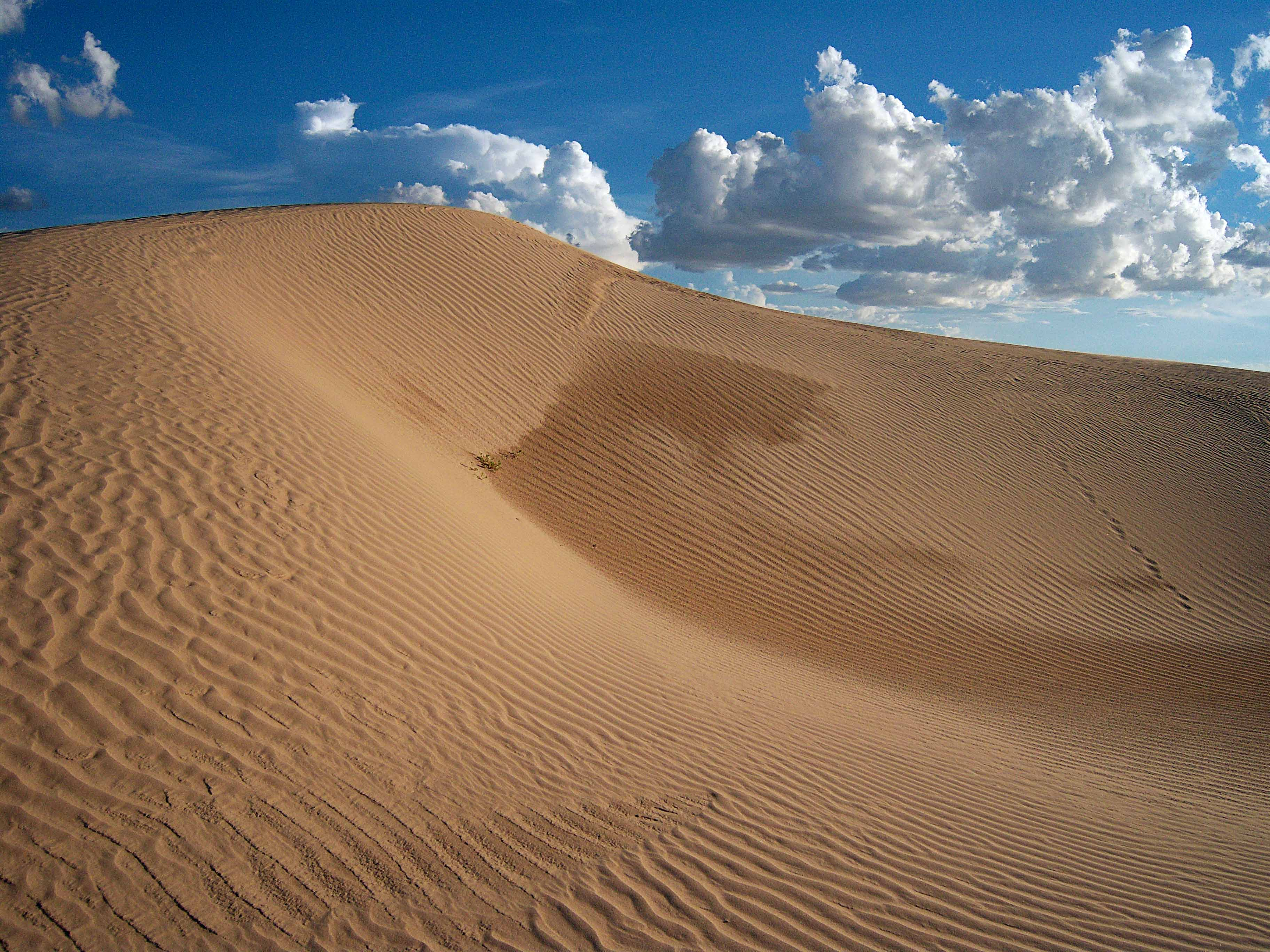
Бархани в пустелі
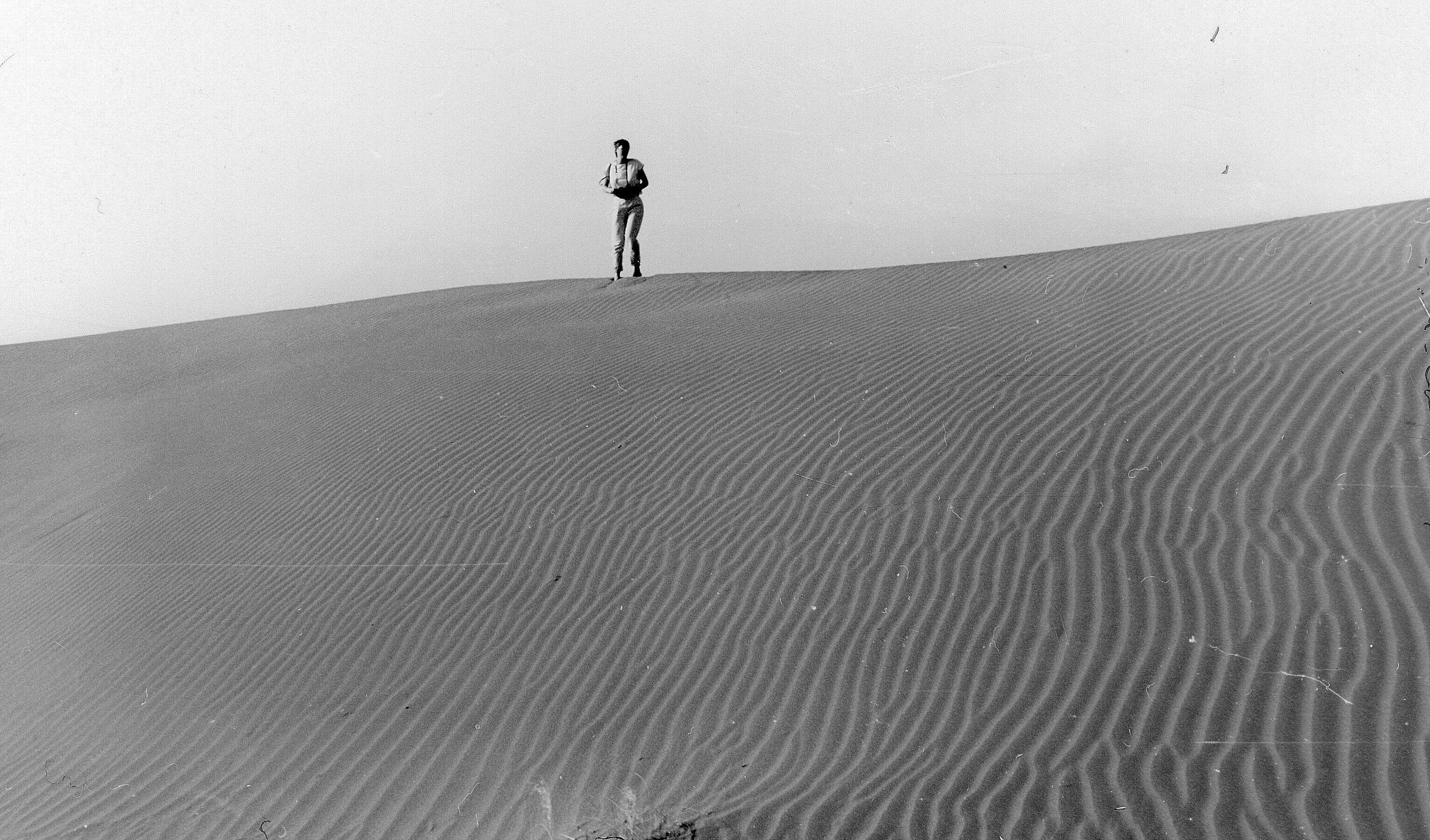
Дюни поблизу Туркменабата, 1985
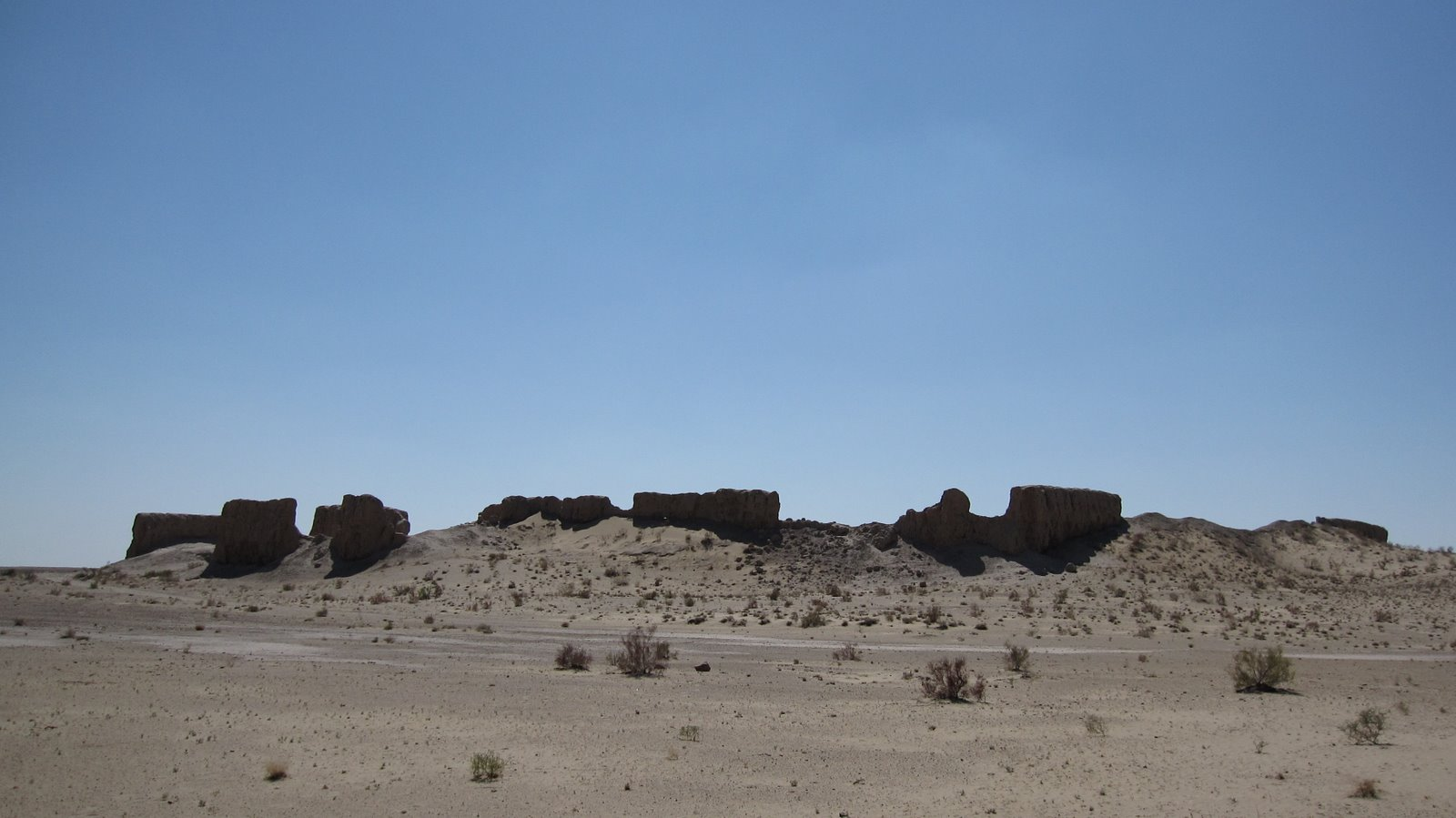
Руїни фортеці в пустелі
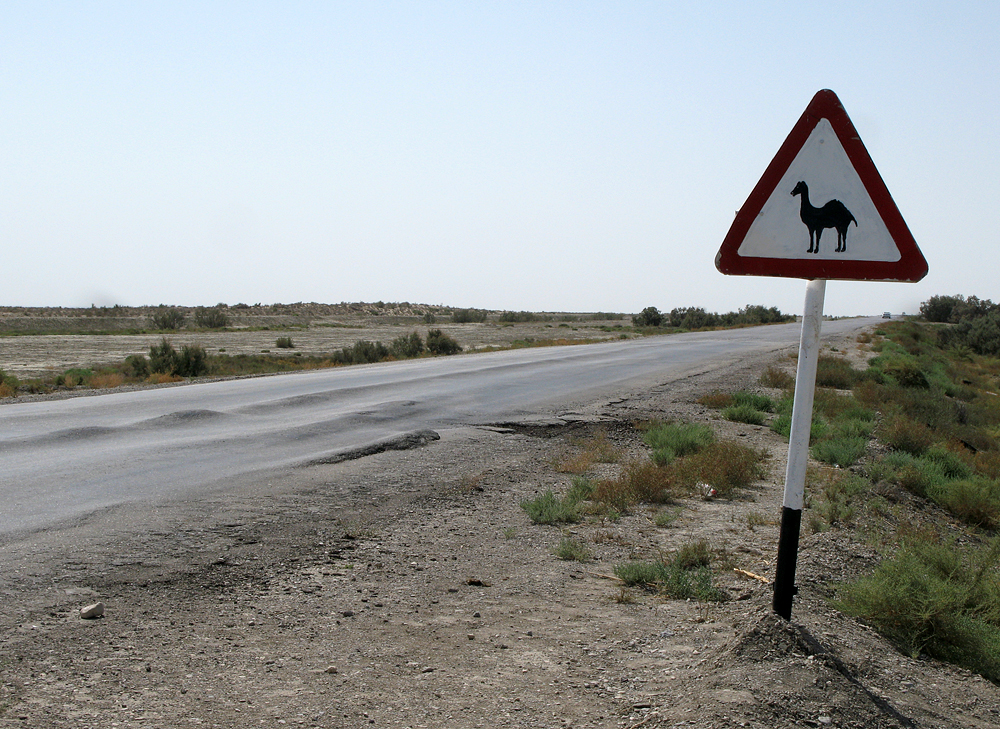
Дорога через пустелю
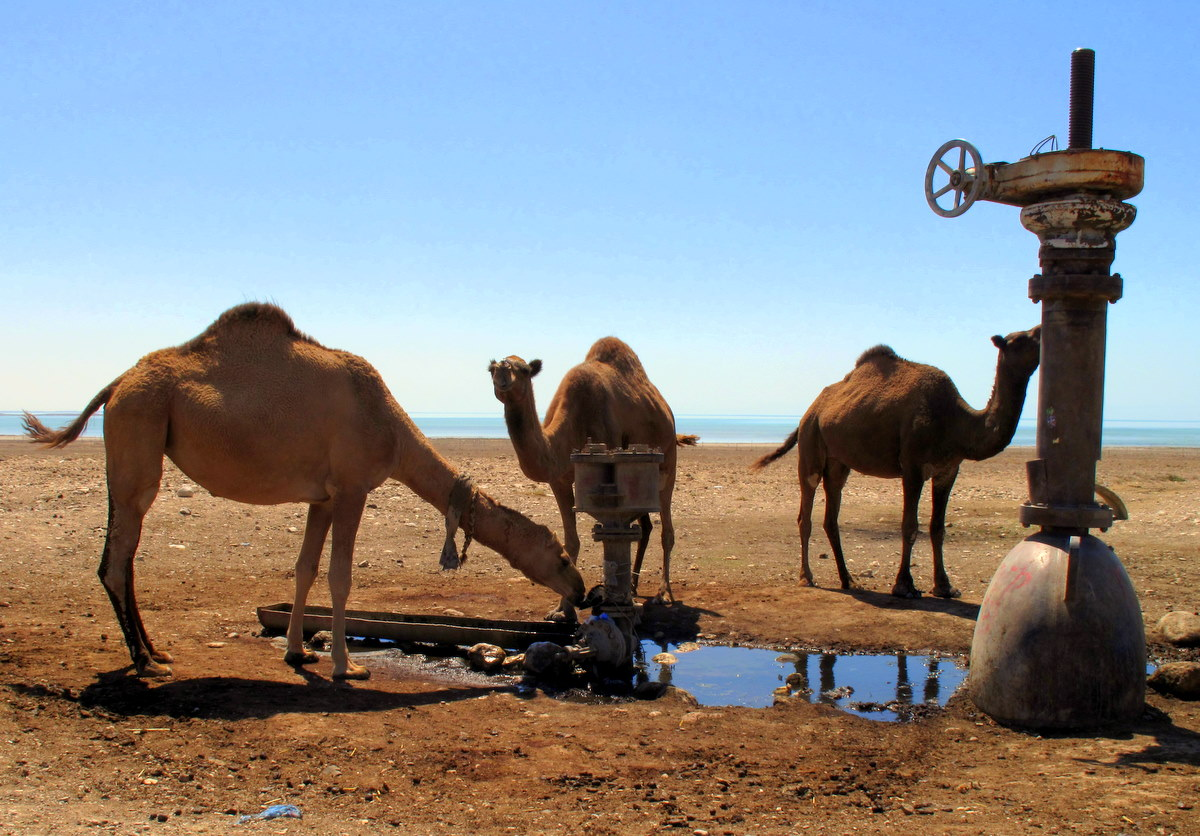
Оазис, що утворився через протікання труби
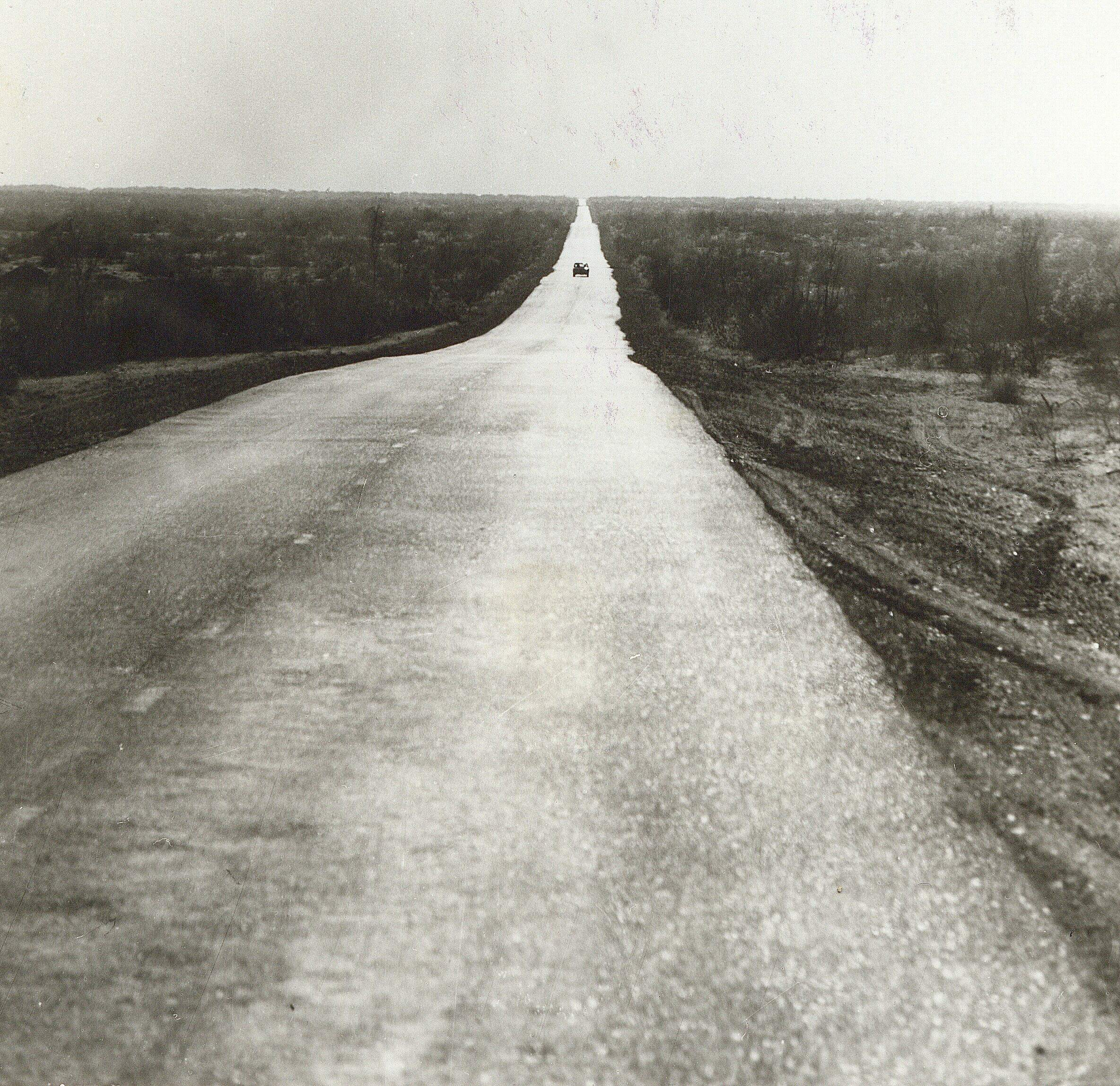
Дорога через пустелю поблизу Туркменабата, 1985
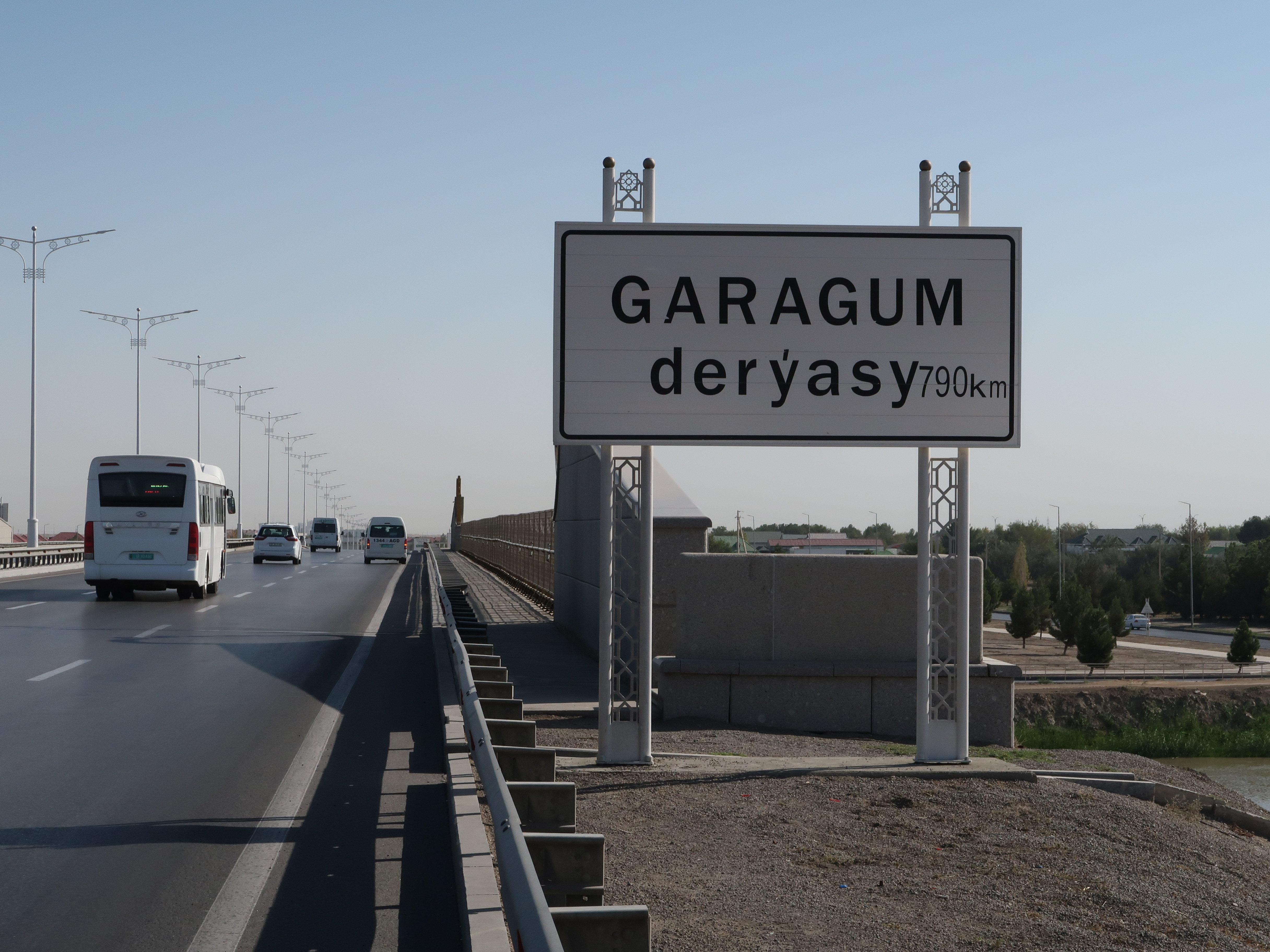
Знак, що сповіщає відстань до пустелі
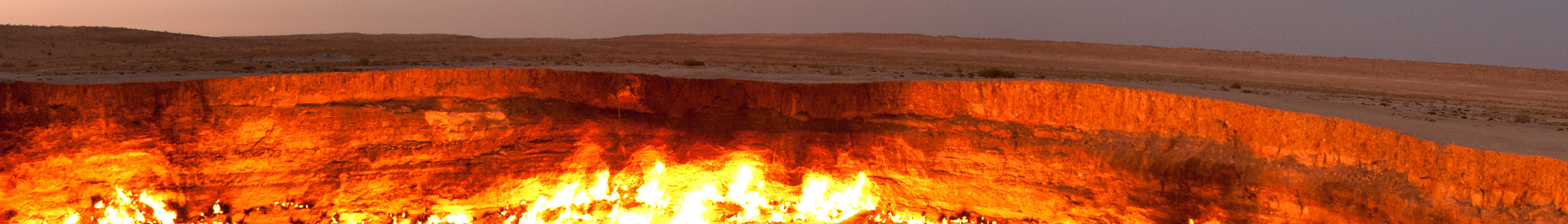
Газовий кратер Дарваза, також відомий як «Брама до пекла», вночі в пустелі Каракум